# Свинокомплекс

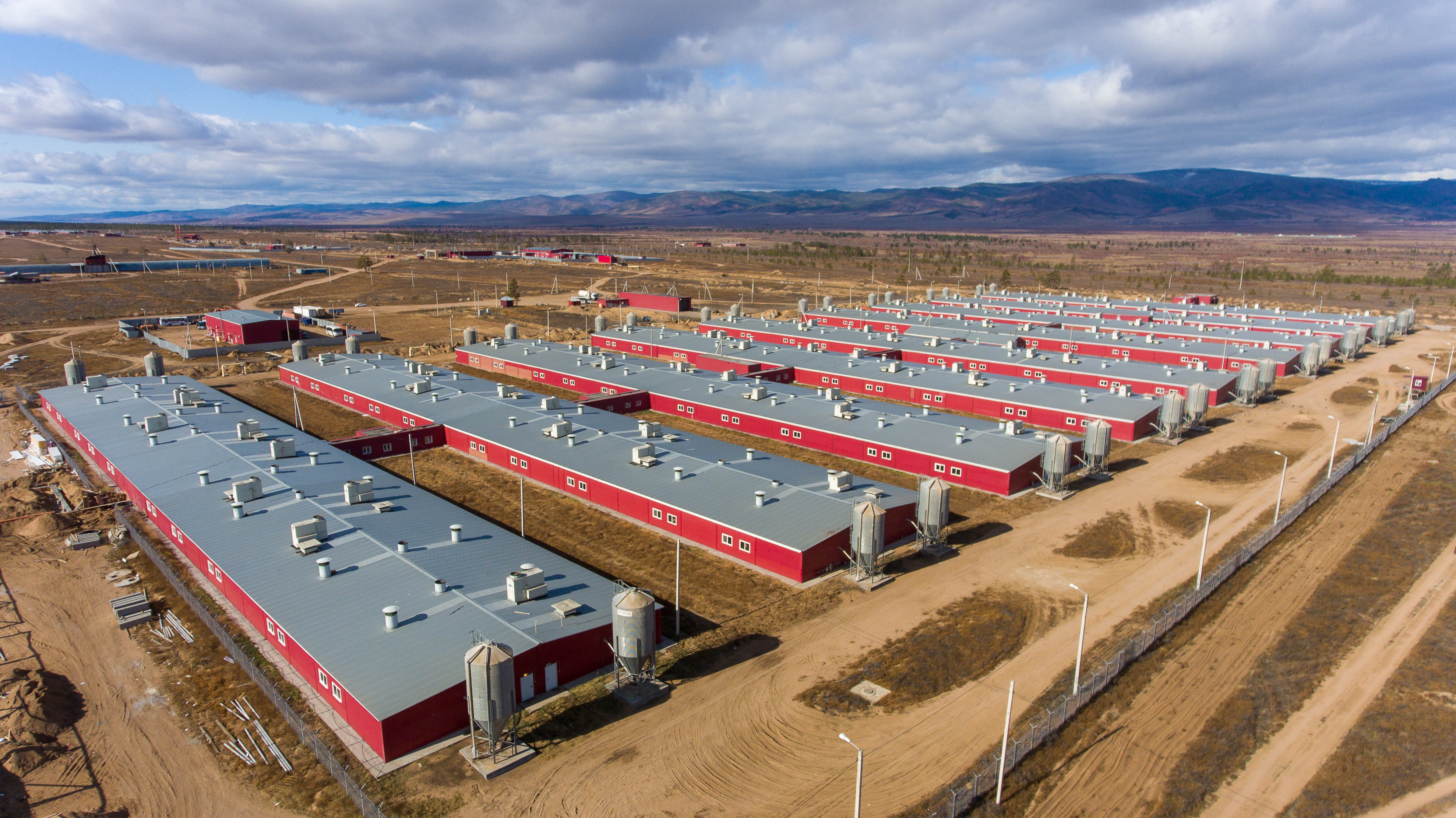
Современный свинокомплекс

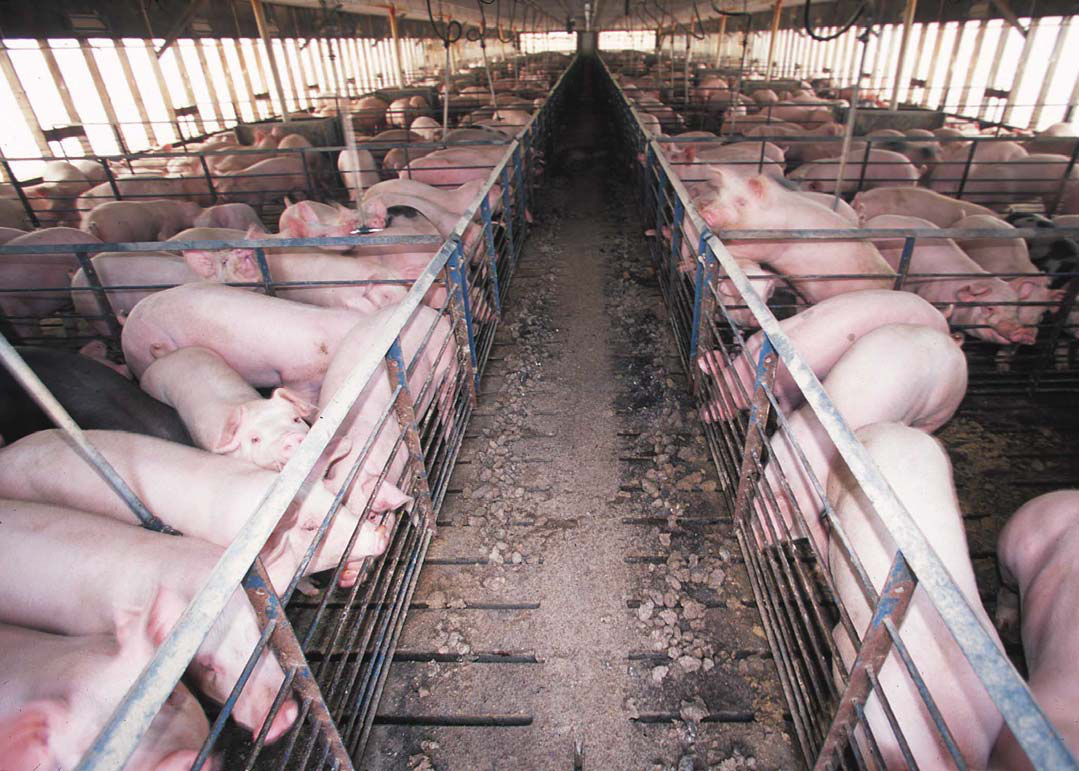
Пример внутреннего устройства ангара для содержания свиней

Свиноко́мплекс — ряд технологически объединённых сооружений, предназначенных для полного технологического цикла — от воспроизводства до убоя и переработки мяса свиней.
Состав комплекса: промышленная ферма по выращиванию и откорму свиней, здания и сооружения по обработке и очистке навозных стоков, котельная, пункт технического обслуживания и ремонта машин и оборудования, ветеринарный пункт с санитарной бойней, административно-бытовой корпус и другие подсобные сооружения.
Организационно в состав крупных свиноводческих комплексов обычно входит собственная племенная репродукторная ферма, которая по ветеринарно-санитарным соображениям размещается отдельно. В составе репродукторной фермы: помещения для содержания свиней, санпропускник, ветеринарный пункт, карантинное помещение, навозосборник.

## Показатели
Средние показатели достигаемые в свинокомплексах:
Продуктивность свиноматок:
- многоплодие — в среднем 11,7 голов на свиноматку за 1 опорос.
- молочность — 62 кг.
- средний вес поросёнка при рождении — 1,3 кг.
- количество опоросов в год на 1 свиноматку — 2,21
- количество поросят на одну свиноматку в год — 23,3 головы (экономически допустимый минимум)

Показатели контрольного выращивания хрячков:
- возраст достижения 100 кг. — 170 дней.
- толщина шпика над 6-7 грудными позвонками — 28 мм.
- конверсия корма — 2,8 кг на 1 кг привеса

## Примечания

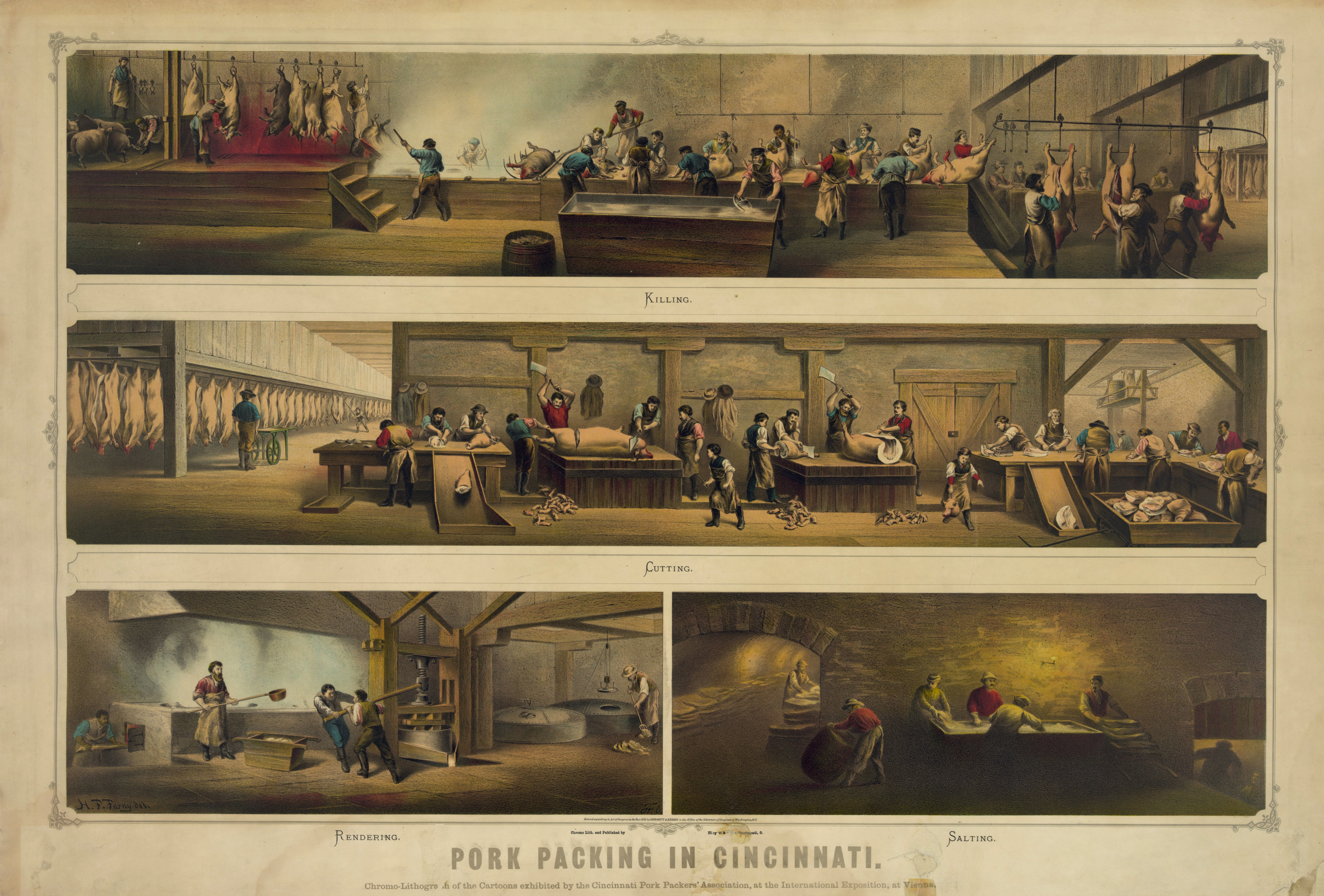
убой свиней и переработка мяса